# Heroes (álbum de Cash and Jennings)
Heroes es un álbum de los cantantes country Johnny Cash y Waylon Jennings lanzado en junio de 1986 bajo el sello disquero Columbia. Pese a que los 2 han colaborado varias veces en el pasado (más notablemente en el CD Highwayman), Es el último trabajo original que hace Cash en Columbia, él se va un poco después del lanzamiento de este álbum.

Del disco se destacan canciones como "Even Cowgirls Get the Blues" la cual fue lanzada como sencillo publicitario y llegó al lugar 35 en los rankings country, también la se destaca la canción "Field of Diamonds" la cual fue regrabada 14 años después para su CD American III: Solitary Man (2000) y la última canción del álbum "One Too Many Mornings" la cual fue escrita por Bob Dylan para su álbum The Times They Are A-Changin', ambos habían grabado una versión de esta canción pero al ver que fue inservible cuando la crearon en 1969 para el álbum de Dylan Nashville Skyline decidieron sacarla de ese CD y ponerlo en este.

## Canciones
1. Folks Out on the Road – 2:47
(Frank J. Myers y Eddy Raven)
2. I'm Never Gonna Roam Again – 2:56
(Rodney Crowell)
3. American by Birth – 2:33
(Roger Alan Wade)
4. Field of Diamonds – 2:37
(Cash y Jack Routh)
5. Heroes – 4:16
(Bobby Emmons y Chips Moman)
6. Even Cowgirls Get the Blues – 3:03
(Crowell)
7. Love Is the Way – 2:31
(Kris Kristofferson)
8. Ballad of Forty Dollars – 3:11
(Tom T. Hall)
9. I'll Always Love You (in My Own Crazy Way) – 3:58
(Frank Miller, Troy Seals y Brian Setzer)
10. One Too Many Mornings – 2:38
(Bob Dylan)

PERSONAL
- Johnny Cash - Vocalista y Guitarra
- Waylon Jennings - Vocalista y Guitarra
- Rick Yancey - Corista
- Danny Hogan - Corista
- Al Casey - Guitarra
- J.R. Cobb - Guitarra
- Jerry Shook - Guitarra
- Reggie Young - Guitarra
- Marty Stuart - Guitarra y Mandolin
- Ralph Mooney - Guitarra de acero
- Larry Butler - Teclado
- Bobby Emmons - Teclado
- Bobby Wood - Teclado
- Gene Chrisman - Percusión
- Jimmy Tittle - Bajo
- Mike Leech - Bajo
- The A-Strings - Cuerdas
- Ace Cannon - Cuerno
- Dennis Good - Cuerno
- Wayne Jackson - Cuerno
- Mickey Raphael - Arpa

## Posición en listas
Canciones - Billboard (América del Norte)
| Año  | Canción                       | Tabla             | Posición |
| ---- | ----------------------------- | ----------------- | -------- |
| 1986 | "Even Cowgirls Get the Blues" | Canciones Country | 35       |